# Proceso de contacto
El proceso de contacto es un proceso para la producción de ácido sulfúrico por medio de un catalizador (usualmente, pentóxido de vanadio en sílice). El método lo patentó Peregrine Phillips en 1831. Se ha aplicado a escala industrial, este método ha evolucionado y se emplea la versión doble más rentable y ecológica. Anteriormente también se utilizaba el proceso de cámaras de plomo y el proceso del vitriolo.

## Descripción del proceso
En el primer paso es producir dióxido de azufre por la combustión de azufre con el oxígeno del aire. El aire empleado en la combustión debe ser lo suficientemente seco, para evitar la corrosión y la desactivación del catalizador, con lo que el producto resultante sería anhídrido sulfuroso.
{\displaystyle \mathrm {S(s)+O_{2}(g)\quad \rightarrow \quad SO_{2}(g)\qquad } } {\displaystyle {\Delta H=-298~{\rm {kJ/mol}}}}
La combustión de azufre está en exceso de aire en un horno con un revestimiento refractario a un gas con aproximadamente 10 a 11% de contenido de azufre. La temperatura del gas después de la combustión debe bajarse hasta aproximadamente 410 a 440 °C para la subsiguiente etapa de la oxidación catalítica.
El dióxido de azufre también se puede producir tostando minerales sulfuros como la pirita.
{\displaystyle \mathrm {2\ FeS_{2}+5,5\ O_{2}\quad \rightarrow \quad Fe_{2}O_{3}+4\ SO_{2}\qquad } }
El dióxido de azufre reacciona con oxígeno en presencia de un catalizador, de platino - o vanadio - (en gel de sílice SiO2),  en una reacción de equilibrio a trióxido de azufre. La misión del catalizador es aumentar la velocidad de reacción pero no cambia el punto de equilibrio. De acuerdo con el principio de Le Chatelier, una temperatura más baja desplaza el equilibrio químico hacia la derecha, por lo tanto, aumenta el rendimiento porcentual. Si al bajar la temperatura también baja la velocidad de formación pudiendo llegar a un nivel antieconómico. Como compromiso entre los dos condicionantes las altas temperaturas se sitúa entorna a los 450 °C, las presiones medias entre 1 a 2 atm. Como la reacción es exoterma después de pasar por una bandeja de catalizador el gas se saca del reactor y se enfría hasta los 400 °C antes de volver a introducirlo, para conseguir el proceso lo más isotermo posible.
{\displaystyle \mathrm {2\ SO_{2}(g)+O_{2}(g)\quad \rightleftharpoons \quad 2\ SO_{3}(g)\qquad } } {\displaystyle {\Delta H=-196~{\rm {kJ/mol}}}}
Aunque se podría hacer reaccionar el trióxido de azufre resultante con agua para formar ácido sulfúrico.
{\displaystyle \mathrm {SO_{3}(g)+H_{2}O(l)\quad \rightarrow \quad H_{2}SO_{4}(l)\qquad } } {\displaystyle {\Delta H=-132~{\rm {kJ/mol}}}}
Pero no se hace debido a que es una reacción fuertemente exotérmica y haría hervir la mezcla produciendo vapores o nieblas ácidas. En su lugar se aprovecha que el SO3 tiene una mayor solubilidad en H2SO 4 que en el agua. Esto crea óleum (también conocido como ácido sulfúrico fumante):
{\displaystyle \mathrm {SO_{3}(g)+H_{2}SO_{4}(l)\quad \rightarrow \quad H_{2}SO_{4}\cdot SO_{3}(l)} }
Este se puede mezclar con agua para obtener el doble de ácido sulfúrico.
{\displaystyle \mathrm {H_{2}SO_{4}\cdot SO_{3}(l)+H_{2}O(l)\quad \rightarrow \quad 2\,H_{2}SO_{4}(l)} }
Como norma las plantas de ácido sulfúrico más, que la solución de SO3 sobre 97 a 99% de fuerza se utiliza ácido sulfúrico, y la concentración de ácido sulfúrico por adición de agua se ajusta de modo que no se forme nada de ácido sulfúrico fumante. En algunas plantas de ácido sulfúrico también se hace consciente de óleum, que luego no se diluye con agua, sino que se utiliza para usos específicos.
Es importante que en la reacción de dióxido de azufre con oxígeno para dar trióxido de azufre la temperatura no salga del rango de 400-700 °C. Por debajo de los 400 °C el catalizador no es efectivo y por encima de 700 °C los materiales del reactor sufren demasiado estrés.

## Variación de doble contacto

Esquema del método de contacto empleando pirita como materia prima.